# IC 891
IC 891 ist eine elliptische Galaxie vom Hubble-Typ E/S0 im Sternbild Jungfrau nördlich der Ekliptik. Sie ist schätzungsweise 286 Millionen Lichtjahre von der Milchstraße entfernt und hat einen Durchmesser von etwa 40.000 Lichtjahren.
Das Objekt wurde am 8. Juni 1893 vom französischen Astronomen Stéphane Javelle entdeckt.